# Piero Codia
Piero Codia (Triëst, 22 oktober 1989) is een Italiaanse zwemmer. Hij vertegenwoordigde zijn vaderland op de Olympische Zomerspelen 2016 in Rio de Janeiro.

## Carrière
Bij zijn internationale debuut, op de Europese kampioenschappen kortebaanzwemmen 2011 in Szczecin, strandde Codia in de halve finales van de 100 meter vlinderslag en in de series van de 50 meter vlinderslag.
Op de Europese kampioenschappen zwemmen 2012 in Debrecen werd hij uitgeschakeld in de halve finales van zowel de 50 als de 100 meter vlinderslag. Op de 4×100 meter wisselslag zwom hij samen met Matteo Milli, Mattia Pesce en Andrea Rolla in de series, in de finale veroverden Mirco di Tora, Fabio Scozzoli, Matteo Rivolta en Filippo Magnini de Europese titel. Voor zijn inspanningen in de series ontving Codia eveneens de gouden medaille.
Tijdens de wereldkampioenschappen zwemmen 2013 in Barcelona strandde de Italiaan in de halve finales van de 50 meter vlinderslag. In Herning nam Codia deel aan de Europese kampioenschappen kortebaanzwemmen 2013. Op dit toernooi eindigde hij als negende op de 100 meter vlinderslag, op de 50 meter vlinderslag werd hij uitgeschakeld in de series. Samen met Stefano Pizzamiglio, Francesco Di Lecce en Marco Orsi werd hij Europees kampioen op de 4×50 meter wisselslag.
Op de Europese kampioenschappen zwemmen 2014 in Berlijn eindigde hij als zesde op de 50 meter vlinderslag, daarnaast strandde hij in de series van de 100 meter vlinderslag.
Tijdens de wereldkampioenschappen zwemmen 2015 in Kazan werd de Italiaan uitgeschakeld in de halve finales van de 100 meter vlinderslag en in de series van de 50 meter vlinderslag. Op de gemengde 4×100 meter wisselslag eindigde hij samen met Simone Sabbioni, Arianna Castiglioni en Silvia di Pietro op de zesde plaats. In Netanja nam Codia deel aan de Europese kampioenschappen kortebaanzwemmen 2015. Op dit toernooi eindigde hij als vijfde op de 100 meter vlinderslag en als zevende op de 50 meter vlinderslag. Samen met Simone Sabbioni, Andrea Toniato en Federico Bocchia zwom hij in de series van de 4×50 meter wisselslag, in de finale legde Sabbioni samen met Fabio Scozzoli, Matteo Rivolta en Marco Orsi beslag op de Europese titel. Voor zijn aandeel in de series werd Codia beloond met de gouden medaille.
Op de Europese kampioenschappen zwemmen 2016 in Londen eindigde hij als vierde op zowel de 50 als de 100 meter vlinderslag. Op de gemengde 4×100 meter wisselslag sleepte hij samen met Simone Sabbioni, Martina Carraro en Federica Pellegrini de zilveren medaille in de wacht. Tijdens de Olympische Zomerspelen van 2016 in Rio de Janeiro strandde de Italiaan in de halve finales van de 100 meter vlinderslag, samen met Simone Sabbioni, Andrea Toniato en Luca Dotto werd hij uitgeschakeld in de series van de 4×100 meter wisselslag.

### 2017-heden
In Boedapest nam Codia deel aan de wereldkampioenschappen zwemmen 2017. Op dit toernooi strandde hij in de halve finales van zowel de 50 als de 100 meter vlinderslag. Op de 4×100 meter wisselslag werd hij samen met Matteo Milli, Nicolò Martinenghi en Alessandro Miressi uitgeschakeld in de series. Samen met Margherita Panziera, Nicolò Martinenghi en Silvia di Pietro zwom hij in de series van de gemengde 4×100 meter wisselslag, in de finale eindigde Martinenghi samen met Matteo Milli, Ilaria Bianchi en Federica Pellegrini op de achtste plaats. Op de Europese kampioenschappen kortebaanzwemmen 2017 in Kopenhagen behaalde hij de zilveren medaille op de 100 meter vlinderslag, daarnaast strandde hij in de halve finales van de 50 meter vlinderslag. Op de 4×50 meter wisselslag veroverde hij samen met Simone Sabbioni, Fabio Scozzoli en Luca Dotto de zilveren medaille.
Tijdens de Europese kampioenschappen zwemmen 2018 in Glasgow werd de Italiaan Europees kampioen op de 100 meter vlinderslag, op de 50 meter vlinderslag werd hij uitgeschakeld in de halve finales. In Hangzhou nam Codia deel aan de wereldkampioenschappen kortebaanzwemmen 2018. Op dit toernooi eindigde hij als achtste op de 100 meter vlinderslag, daarnaast strandde hij in de halve finales van de 50 meter vlinderslag.
Op de wereldkampioenschappen zwemmen 2019 in Gwangju werd hij uitgeschakeld in de halve finales van de 50 meter vlinderslag en in de series van de 100 meter vlinderslag. Tijdens de Europese kampioenschappen kortebaanzwemmen 2019 in Glasgow eindigde de Italiaan als achtste op de 100 meter vlinderslag, daarnaast strandde hij in de halve finales van de 50 meter vlinderslag. Samen met Simone Sabbioni, Fabio Scozzoli en Alessandro Miressi eindigde hij als vierde op de 4×50 meter wisselslag.
In Boedapest nam Codia deel aan de Europese kampioenschappen zwemmen 2020. Op dit toernooi eindigde hij als zevende op de 50 meter vlinderslag, op de 100 meter vlinderslag werd hij uitgeschakeld in de halve finales. Op de 4×100 meter wisselslag zwom hij samen met Thomas Ceccon, Alessandro Pinzuti en Alessandro Miressi in de series, in de finale legden Ceccon en Miressi samen met Nicolò Martinenghi en Federico Burdisso beslag op de bronzen medaille.
Op de wereldkampioenschappen zwemmen 2022 in Boedapest strandde de Italiaan in de halve finales van de 100 meter vlinderslag en in de series van de 50 meter vlinderslag. Samen met Thomas Ceccon, Nicolò Martinenghi en Lorenzo Zazzeri zwom hij in de series van de 4×100 meter wisselslag, in de finale sleepten Ceccon en Martinenghi samen met Federico Burdisso en Alessandro Miressi de wereldtitel in de wacht. In Rome nam Codia deel aan de Europese kampioenschappen zwemmen 2022. Op dit toernooi werd hij uitgeschakeld in de halve finales van de 50 meter vlinderslag en in de series van de 100 meter vlinderslag.

## Internationale toernooien
| Jaar | Olympische Spelen                          | WK langebaan | WK kortebaan                              | EK langebaan                                                                                | EK kortebaan                                                                             |
| ---- | ------------------------------------------ | --- | ----------------------------------------- | ------------------------------------------------------------------------------------------- | ---------------------------------------------------------------------------------------- |
| 2011 |                                            | geen deelname |                                           |                                                                                             | 24e 50m vlinderslag 16e 100m vlinderslag                                                 |
| 2012 | geen deelname                              | | geen deelname                             | 10e 50m vlinderslag · 13e 100m vlinderslag · 4×100m wisselslag · Codia zwom enkel de series | geen deelname                                                                            |
| 2013 |                                            | 15e 50m vlinderslag |                                           |                                                                                             | 11e 50m vlinderslag · 9e 100m vlinderslag · 4×50m wisselslag                             |
| 2014 |                                            | | geen deelname                             | 6e 50m vlinderslag 11e 100m vlinderslag                                                     |                                                                                          |
| 2015 |                                            | 18e 50m vlinderslag 14e 100m vlinderslag 6e 4×100m wisselslag gemengd                                                  |                                           |                                                                                             | 7e 50m vlinderslag · 5e 100m vlinderslag · 4×50m wisselslag · Codia zwom enkel de series |
| 2016 | 11e 100m vlinderslag 11e 4×100m wisselslag | | geen deelname                             | 4e 50m vlinderslag · 4e 100m vlinderslag · 4×100m wisselslag gemengd                        |                                                                                          |
| 2017 |                                            | 10e 50m vlinderslag 10e 100m vlinderslag 11e 4×100m wisselslag 8e 4×100m wisselslag gemengd Codia zwom enkel de series |                                           |                                                                                             | 9e 50m vlinderslag · 100m vlinderslag · 4×50m wisselslag                                 |
| 2018 |                                            | | 9e 50m vlinderslag 8e 100m vlinderslag    | 13e 50m vlinderslag · 100m vlinderslag                                                      |                                                                                          |
| 2019 |                                            | 9e 50m vlinderslag 26e 100m vlinderslag                                                                                |                                           |                                                                                             | 9e 50m vlinderslag 8e 100m vlinderslag 4e 4×50m wisselslag                               |
| 2020 | Geen toernooien vanwege de coronapandemie  | Geen toernooien vanwege de coronapandemie                                                                              | Geen toernooien vanwege de coronapandemie | Geen toernooien vanwege de coronapandemie                                                   | Geen toernooien vanwege de coronapandemie                                                |
| 2021 | geen deelname                              | | geen deelname                             | 7e 50m vlinderslag · 11e 100m vlinderslag · 4×100m wisselslag · Codia zwom enkel de series  | geen deelname                                                                            |
| 2022 |                                            | 17e 50m vlinderslag · 14e 100m vlinderslag · 4×100m wisselslag · Codia zwom enkel de series                            | 13-18 december                            | 9e 50m vlinderslag serie 100m vlinderslag                                                   |                                                                                          |

## Persoonlijke records
Bijgewerkt tot en met 14 december 2018
Kortebaan
| Afstand          | Tijd  | Datum            | Plaats     |
| ---------------- | ----- | ---------------- | ---------- |
| 50m vlinderslag  | 22,76 | 14 december 2018 | Hangzhou   |
| 100m vlinderslag | 49,96 | 14 december 2017 | Kopenhagen |

Langebaan
| Afstand          | Tijd  | Datum           | Plaats    |
| ---------------- | ----- | --------------- | --------- |
| 50m vlinderslag  | 23,21 | 28 juli 2013    | Barcelona |
| 100m vlinderslag | 50,64 | 9 augustus 2018 | Glasgow   |